# Arciprestazgo de Chinchilla

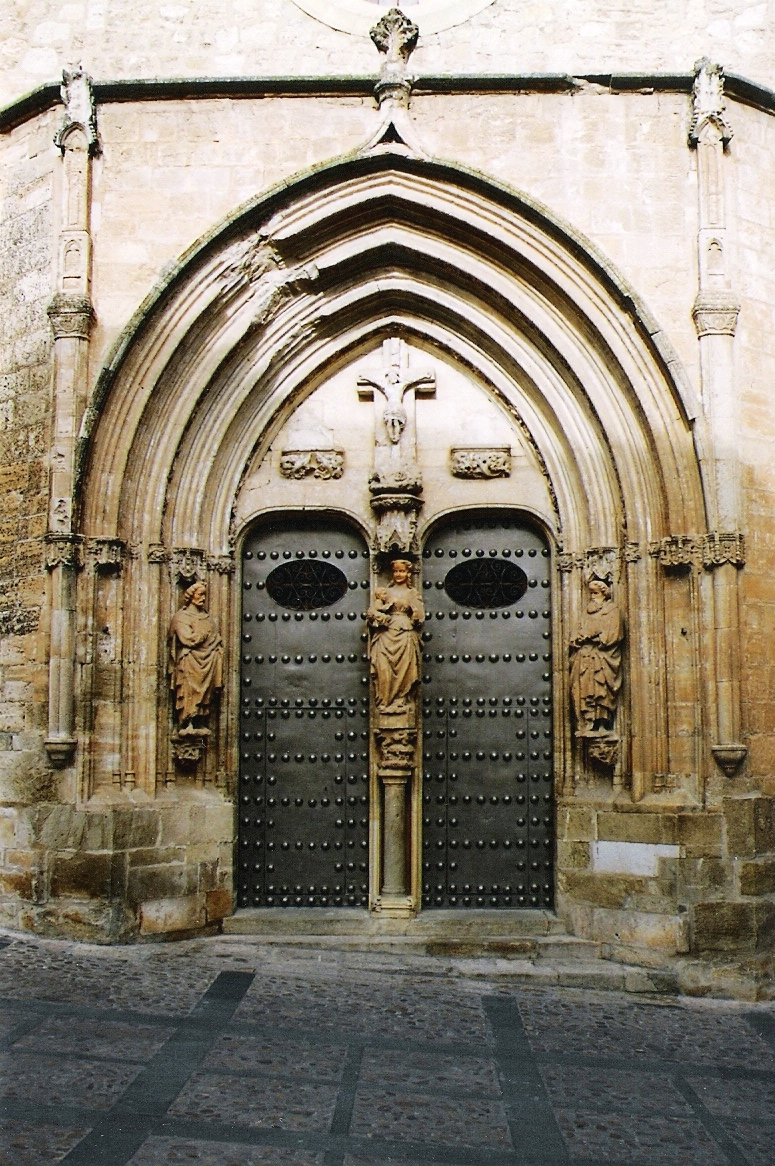
Iglesia Arciprestal de Santa María del Salvador.

El Arciprestazgo de Chinchilla es una demarcación territorial de la Diócesis de Albacete, España, que comprende las parroquias de Abuzaderas, Alatoz, Campillo de las Doblas, Carcelén, Casa de las Monjas, Casas de Juan Núñez, Cerrolobo, Corral-Rubio, Chinchilla, Estación de Chinchilla, La Felipa, Higueruela, Horna, Hoya-Gonzalo, Pétrola, Pozo Cañada, Pozo-Lorente, Tinajeros, Valdeganga, Villar de Chinchilla y Villavaliente.
Por Decreto del Obispo de Albacete, monseñor Francisco Cases Andreu, de fecha 1 de junio de 1997, el Arciprestazgo de Chinchilla está englobado dentro de la zona pastoral de Levante, que incluye los arciprestazgos de Chinchilla, Almansa y Hellín.
El Arciprestazgo de Chinchilla tiene su sede en la Iglesia Arciprestal de Santa María del Salvador de Chinchilla.

## Historia
Históricamente, el Arciprestazgo de Chinchilla perteneció a la diócesis de Cartagena, siendo uno de los más destacados dentro de su estructura territorial. Así aparece reflejado en las Relaciones Topográficas mandadas hacer por el rey Felipe II en el año 1576. En la correspondiente a la ciudad de Chinchilla, redactada por el arcipreste Martín de Cantos, se señala lo siguiente:
"Esta Ciudad de Chinchilla es Arciprestazgo como tengo dicho: en esta Iglesia hay muchos beneficiados y siete beneficios [...] Esta Ciudad es de la Diócesis y Obispado de Cartagena; es la primera por antigüedad en los sínodos, llamada para hablar primero el arcipreste de ella y porque Lorca es colegial algunas veces la llaman primero"

Sobre su composición y orígenes se habla en un documento del año 1907, momento en que se agrega la parroquia de Pozo Cañada:
"El Arciprestazgo de Chinchilla (la romana Saltigis, con silla episcopal fundada por San Segundo, según la tradición) es de los más antiguos de la Diócesis de Cartagena, tiene el tercer lugar en los sínodos diocesanos y está formado en la actualidad por diez parroquias y cuatro adyutrices, por segregaciones sucesivas de esta ciudad y de la Villa de Peñas de San Pedro.
Situado en la parte más occidental de la Diócesis, limita con el Arzobispado de Toledo, por el Noroeste; por el Norte, con el Arciprestazgo de Albacete y los de Jorquera, Casas-Ibáñez y Almansa, por el Este; y por el Sur, con los de Yecla y Hellín. Todos los pueblos pertenecen a la provincia de Albacete. El Arciprestazgo de esta última ciudad, como quiera que se formase a expensas del territorio de Chinchilla, lo atraviesa de Norte a Sur, dividiéndolo en dos partes al Este..."

En esta fecha, el Arciprestazgo de Chinchilla estaba compuesto por las parroquias que aparecen en el siguiente cuadro:
| Población            | Parroquia matriz               | Categoría | Arciprestazgo actual |
| Alcadozo             | La Purísima                    | Entrada   | Peñas de San Pedro   |
| Bonete               | San Juan Bautista              | Entrada   | Almansa              |
| Corral-Rubio         | San Miguel Arcángel            | Entrada   | Chinchilla           |
| Fuente-Álamo         | San Dionisio Areopagita        | Entrada   | Hellín               |
| Higueruela           | Santa Quiteria                 | Entrada   | Chinchilla           |
| Hoya-Gonzalo         | Nuestra Señora de los Remedios | Entrada   | Chinchilla           |
| Chinchilla           | Santa María del Salvador       | Término   | Chinchilla           |
| Peñas de San Pedro   | Nuestra Señora de la Esperanza | Ascenso   | Peñas de San Pedro   |
| Pétrola              | San Bernabé Apóstol            | Entrada   | Chinchilla           |
| Pozohondo            | San Juan Bautista              | Entrada   | Peñas de San Pedro   |
| Pozuelo              | San Bartolomé Apóstol          | Entrada   | Peñas de San Pedro   |
| San Pedro            | San Pedro Apóstol              | Entrada   | Peñas de San Pedro   |
| Villar de Chinchilla | San Antonio Abad               | Entrada   | Chinchilla           |
| Navas                | Nuestra Señora del Pilar       | Anejo     | Peñas de San Pedro   |
| Sahuco               | Santo Cristo                   | Anejo     | Peñas de San Pedro   |

El 2 de noviembre de 1949, por bula del Papa Pío XII, se crea la Diócesis de Albacete, pasando en ese momento el Arciprestazgo de Chinchilla a pertenecer a la nueva diócesis albacetense.

## Composición actual
En la actualidad, el Arciprestazgo de Chinchilla está compuesto por 21 parroquias.

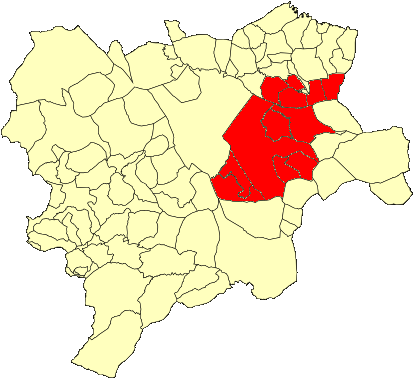
Mapa del Arciprestazgo de Chinchilla.

| Población                 | Parroquia                              |
| Abuzaderas                | Nuestra Señora de las Nieves           |
| Alatoz                    | San Juan Evangelista                   |
| Campillo de las Doblas    | San Pedro Mártir                       |
| Carcelén                  | San Andrés Apóstol                     |
| Casa de las Monjas        | La Purísima Concepción                 |
| Casas de Juan Núñez       | San Pedro Apóstol                      |
| Cerrolobo                 | Nuestra Señora de las Nieves           |
| Corral-Rubio              | San Miguel Arcángel                    |
| Chinchilla de Montearagón | Santa María del Salvador (Arciprestal) |
| Estación de Chinchilla    | San Luis Gonzaga                       |
| La Felipa                 | La Purísima Concepción                 |
| Higueruela                | Santa Quiteria                         |
| Horna                     | Nuestra Señora del Rosario             |
| Hoya-Gonzalo              | Nuestra Señora de los Remedios         |
| Pétrola                   | San Bernabé Apóstol                    |
| Pozo Cañada               | San Juan Bautista                      |
| Pozo-Lorente              | Santa Ana                              |
| Tinajeros                 | La Santa Cruz                          |
| Valdeganga                | La Purísima Concepción                 |
| Villar de Chinchilla      | San Antonio Abad                       |
| Villavaliente             | San Ildefonso                          |